# Keep the Faith Tour
Keep the Faith Tour fue una gira de conciertos musicales de la banda de rock norteamericana Bon Jovi que tuvieron lugar durante 1993.

## Banda
- Jon Bon Jovi – voz, guitarra
- Richie Sambora – guitarra, voz, boxtube
- Alec John Such – bajo, voz
- Tico Torres – batería, percusión
- David Bryan – teclado, piano, voz

## Lista de temas
1. I Believe
2. Wild in the Streets
3. You Give Love a Bad Name
4. Born to Be My Baby
5. Can't Help Falling in Love
6. Bed of Roses
7. Keep the Faith
8. I'd Die for You
9. Dry County
10. Lay Your Hands on Me
11. I'll Sleep When I'm Dead
12. In These Arms
13. Blood on Blood
14. Bad Medicine
15. Shout
16. Wanted Dead or Alive
17. Livin' on a Prayer

## Fechas de la gira
| Fecha                 | Ciudad                        | País              | Lugar                                         |
| Norteamérica          | Norteamérica                  | Norteamérica      | Norteamérica                                  |
| --------------------- | ----------------------------- | ----------------- | --------------------------------------------- |
| 8 de febrero de 1993  | Quebec                        | Canadá            | Colisée Pepsi                                 |
| 10 de febrero de 1993 | Toronto, Ontario              | Canadá            | Maple Leaf Gardens                            |
| 13 de febrero de 1993 | Portland, Maine               | Estados Unidos    | Cumberland County Civic Center                |
| 15 de febrero de 1993 | Binghamton, Nueva York        | Estados Unidos    | Broome County Veterans Memorial Arena         |
| 16 de febrero de 1993 | Albany, Nueva York            | Estados Unidos    | Knickerbocker Arena                           |
| 18 de febrero de 1993 | Hartford, Connecticut         | Estados Unidos    | Hartford Civic Center                         |
| 19 de febrero de 1993 | Worcester, Massachusetts      | Estados Unidos    | Worcester Centrum                             |
| 20 de febrero de 1993 | East Rutherford, Nueva Jersey | Estados Unidos    | Brendan Byrne Arena                           |
| 22 de febrero de 1993 | Philadelphia, Pennsylvania    | Estados Unidos    | The Spectrum                                  |
| 24 de febrero de 1993 | Montreal, Quebec              | Canadá            | Montreal Forum                                |
| 25 de febrero de 1993 | Toronto, Ontario              | Canadá            | Maple Leaf Gardens                            |
| 26 de febrero de 1993 | Pittsburgh, Pennsylvania      | Estados Unidos    | Civic Arena                                   |
| 27 de febrero de 1993 | Landover, Maryland            | Estados Unidos    | Capital Centre                                |
| 1 de marzo de 1993    | Kalamazoo, Míchigan           | Estados Unidos    | Wings Stadium                                 |
| 2 de marzo de 1993    | Detroit, Míchigan             | Estados Unidos    | Joe Louis Arena                               |
| 4 de marzo de 1993    | Cuyahoga Falls, Ohio          | Estados Unidos    | Blossom Music Center                          |
| 5 de marzo de 1993    | Rosemont, Illinois            | Estados Unidos    | Rosemont Horizon                              |
| 6 de marzo de 1993    | Indianapolis, Indiana         | Estados Unidos    | Market Square Arena                           |
| 7 de marzo de 1993    | Knoxville, Tennessee          | Estados Unidos    | Thompson–Boling Arena                         |
| 11 de marzo de 1993   | Phoenix, Arizona              | Estados Unidos    | America West Arena                            |
| 12 de marzo de 1993   | Inglewood, California         | Estados Unidos    | Great Western Forum                           |
| 14 de marzo de 1993   | Oakland, California           | Estados Unidos    | Oakland Arena                                 |
| 19 de marzo de 1993   | Tacoma, Washington            | Estados Unidos    | Tacoma Dome                                   |
| 20 de marzo de 1993   | Madison, Wisconsin            | Estados Unidos    | Dane County Coliseum                          |
| 22 de marzo de 1993   | Columbus, Ohio                | Estados Unidos    | Battelle Hall                                 |
| 23 de marzo de 1993   | Nashville, Tennessee          | Estados Unidos    | Nashville Municipal Auditorium                |
| 25 de marzo de 1993   | Tampa, Florida                | Estados Unidos    | Sun Dome                                      |
| 26 de marzo de 1993   | Orlando, Florida              | Estados Unidos    | Orlando Arena                                 |
| Europa                |                               |                   |                                               |
| 31 de marzo de 1993   | Múnich                        | Alemania          | Olympiahalle                                  |
| 1 de abril de 1993    | Berlín                        | Alemania          | Waldbuhne                                     |
| 2 de abril de 1993    | Dortmund                      | Alemania          | Westfalenhallen                               |
| 4 de abril de 1993    | Múnich                        | Alemania          | Olympiahalle                                  |
| 5 de abril de 1993    | Zúrich                        | Switzerland       | Hallenstadion                                 |
| 6 de abril de 1993    | Milán                         | Italia            | Forum                                         |
| 7 de abril de 1993    | Lyon                          | Francia           | Halle Tony Garnier                            |
| 9 de abril de 1993    | Róterdam                      | Países Bajos      | Ahoy Rotterdam                                |
| 10 de abril de 1993   | Hamburgo                      | Alemania          | Alsterdorfer Sporthalle                       |
| 12 de abril de 1993   | Copenhague                    | Dinamarca         | K.B. Hallen                                   |
| 14 de abril de 1993   | Helsinki                      | Finlandia         | Helsinki Ice Hall                             |
| 16 de abril de 1993   | Gotemburgo                    | Suecia            | Scandinavium                                  |
| 17 de abril de 1993   | Estocolmo                     | Suecia            | Globe Arena                                   |
| 18 de abril de 1993   | Estocolmo                     | Suecia            | Globe Arena                                   |
| 19 de abril de 1993   | Oslo                          | Noruega           | Oslo Spektrum                                 |
| 21 de abril de 1993   | Hannover                      | Alemania          | Eilenriedhalle                                |
| 22 de abril de 1993   | Brussels                      | Bélgica           | Forest National                               |
| 23 de abril de 1993   | Róterdam                      | Países Bajos      | Ahoy Rotterdam                                |
| 25 de abril de 1993   | Núremberg                     | Alemania          | Hammerleinhalle                               |
| 26 de abril de 1993   | Frankfurt                     | Alemania          | Festhalle Frankfurt                           |
| 27 de abril de 1993   | Stuttgart                     | Alemania          | Schleyerhalle                                 |
| 28 de abril de 1993   | Lausanne                      | Suiza             | CIG de Malley                                 |
| 30 de abril de 1993   | Barcelona                     | España            | Palau Sant Jordi                              |
| 1 de mayo de 1993     | San Sebastián                 | España            | Velódromo de Anoeta                           |
| 2 de mayo de 1993     | Madrid                        | España            | Palacio de Deportes de la Comunidad de Madrid |
| 3 de mayo de 1993     | Barcelona                     | España            | Palau dels Esports de Barcelona               |
| 4 de mayo de 1993     | Toulouse                      | Francia           | Palais des Sports                             |
| 5 de mayo de 1993     | Bordeaux                      | Francia           | Grand Park                                    |
| 6 de mayo de 1993     | París                         | Francia           | Le Zénith                                     |
| 7 de mayo de 1993     | París                         | Francia           | Le Zénith                                     |
| 8 de mayo de 1993     | Essen                         | Alemania          | Grugahalle                                    |
| 10 de mayo de 1993    | Birmingham                    | Inglaterra        | NEC Arena                                     |
| 11 de mayo de 1993    | Birmingham                    | Inglaterra        | NEC Arena                                     |
| 12 de mayo de 1993    | Birmingham                    | Inglaterra        | NEC Arena                                     |
| 14 de mayo de 1993    | Londres                       | Inglaterra        | Wembley Arena                                 |
| 15 de mayo de 1993    | Londres                       | Inglaterra        | Wembley Arena                                 |
| 16 de mayo de 1993    | Londres                       | Inglaterra        | Wembley Arena                                 |
| 18 de mayo de 1993    | Londres                       | Inglaterra        | Wembley Arena                                 |
| 19 de mayo de 1993    | Glasgow                       | Escocia           | S.E.C.C. Arena                                |
| 21 de mayo de 1993    | Dublín                        | Irlanda           | RDS Arena                                     |
| 22 de mayo de 1993    | Belfast                       | Irlanda del Norte | King's Hall                                   |
| 27 de mayo de 1993    | Bremen                        | Alemania          | Stadthalle Bremen                             |
| Asia                  |                               |                   |                                               |
| 3 de junio de 1993    | Tokio                         | Japón             | Tokyo Dome                                    |
| 4 de junio de 1993    | Tokio                         | Japón             | Tokyo Dome                                    |
| 6 de junio de 1993    | Tokio                         | Japón             | Tokyo Dome                                    |
| 7 de junio de 1993    | Tokio                         | Japón             | Tokyo Dome                                    |
| 9 de junio de 1993    | Osaka                         | Japón             | Osaka Castle Hall                             |
| 10 de junio de 1993   | Osaka                         | Japón             | Osaka Castle Hall                             |
| 12 de junio de 1993   | Hiroshima                     | Japón             | Hiroshima Dome                                |
| 13 de junio de 1993   | Nagoya                        | Japón             | Rainbow Hall                                  |
| 16 de junio de 1993   | Maebashi                      | Japón             | Green Dome Maebashi                           |
| 17 de junio de 1993   | Yokohama                      | Japón             | Yokohama Stadium                              |

### Ganancias de la gira
| Lugar                 | Ciudad          | Entradas vendidas | Ganancia |
| --------------------- | --------------- | ----------------- | -------- |
| Hartford Civic Center | Hartford        | 7,429 / 11,807    | $174,248 |
| Centrum In Worcester  | Worcester       | 9,206 / 10,694    | $192,033 |
| Meadowlands Arena     | East Rutherford | 19,681 / 19,681   | $442,310 |
| Montreal Forum        | Montreal        | 12,529 / 12,529   | $268,568 |
| Civic Arena           | Pittsburgh      | 9,653 / 10,500    | $194,584 |